# Вил д'Авре
Вил д'Аврѐ (на френски: Ville-d'Avray) е град във Франция. Разположен е в департамент О дьо Сен на регион Ил дьо Франс, на около 15 км югозападно от централната част на Париж. Той е предградие (град-сателит) на Париж. Население 10 956 жители по данни от преброяването през 2007 г.

## Побратимени градове
- Мъръчинени, Румъния

## Личности
Родени
- Борис Виан (1920-1959), френски писател